# Scytodoidea
Scytodoidea è una  superfamiglia di aracnidi araneomorfi che comprende quattro famiglie:
- Drymusidae Simon, 1893
- Periegopidae Simon, 1893
- Scytodidae Blackwall, 1864
- Sicariidae Keyserling, 1880